# (7924) Simbirsk
(7924) Simbirsk ist ein Asteroid des äußeren Hauptgürtels, der am 6. August 1986 vom sowjetisch-russischen Astronomenehepaar Nikolai Stepanowitsch Tschernych und Ljudmila Iwanowna Tschernych am Krim-Observatorium (IAU-Code 095) in Nautschnyj, etwa 30 km von Simferopol entfernt, entdeckt wurde.
Benannt wurde er am 8. August 1998 nach der russischen Großstadt und Hauptstadt des Gebietes Uljanowsk Simbirsk, die 1924 zu Ehren von Lenin (eigentlich Wladimir Iljitsch Uljanow) nach seinem Tod in Uljanowsk umbenannt wurde.
Der Himmelskörper gehört zur Themis-Familie, einer Gruppe von Asteroiden, die nach (24) Themis benannt wurde.